# Krzesław Kurozwęcki (kasztelan sandomierski)
Krzesław Kurozwęcki herbu Poraj (zm. 1392) –  pisał się też z Chodowa i Kurozwęk. 
Syn Dobiesława Kurozwęckiego i kobiety nieznanej z nazwiska; brat Zawiszy Kurozwęckiego. 
Był kasztelanem sądeckim od 1375, sandomierskim od 1384, starostą generalnym Wielkopolski w latach 1387–1389 i starostą łuckim od 1388.
Żonaty z Małgorzatą nieznanego nazwiska, miał z nią czterech synów:
- Jana,
- Dobiesława,
- Mikołaja "Białuchę"
- Henryka.